# جیووانی ولپیچلی
جیووانی ولپیچلی (انگلیسی: Giovanni Volpicelli؛ زادهٔ ۲۴ سپتامبر ۱۹۹۹) بازیکن فوتبال است.
از باشگاه‌هایی که در آن بازی کرده‌است می‌توان به باشگاه فوتبال بنونتو اشاره کرد.